# Coleoxestia rachelae
Coleoxestia rachelae là một loài bọ cánh cứng trong họ Cerambycidae.